# Iványi Gábor
Iványi Gábor (Szolnok, 1951. október 3. –) magyar lelkész, országgyűlési képviselő (1990 és 1994, illetve 1998 és 2002 között). 1981-től a Magyarországi Evangéliumi Testvérközösség alapító lelkésze, 1989-től az Oltalom Karitatív Egyesület elnöke

## Családja
Pedagóguscsalád 11 gyermekéből másodikként született. Édesapja Iványi Tibor lelkész, édesanyja Sinka Magdolna pedagógus, költő. Nős, hat gyermeke és kilenc unokája van.
Unokatestvére Papp Imre zenész, billentyűs, énekes, zeneszerző (Gemini együttes).

## Életpályája
Középiskolai tanulmányait Nyíregyházán a Vasvári Pál Gimnáziumban végezte, majd 1970–1974 között teológus, lelkész hallgatóként tanult a Szabadegyházak SZET Lelkészképző Intézetben. 1976–1979 között a MET házi teológia akadémiáján tanult. 1991-ben szerezte meg diplomáját a Wesley János Lelkészképző Főiskolán. 1996-ban tiszteletbeli doktorátusi címet kapott a Roberts Wesleyan College-tól. 2008-ban kapta meg az Országos Rabbiképző – Zsidó Egyetem címzetes egyetemi tanár rendet. 1973-tól a Magyarországi Metodista Egyházban segédlelkész, majd az említett egyházból kirekesztett lelkészek és hívők csoportjának tagja, 1974-től 1981-ig illegalitásban.
1974-ben a SZET lelkészképzőjéből (egyház)politikai okokból fegyelmi eljárás útján kizárták. Egy évre rá, 1975-ben eltávolították a Metodista Egyházból. 1977-ben egyesületi joggal való visszaélés címén felfüggesztett börtönbüntetésre ítélték. Még abban az évben az illegális Beszélő egyik alapító szerkesztője, és a Nyitott Ajtó illegális egyházi folyóirat alapítója. Az 1979-ben létrejött SZETA (Szegényeket Támogató Alap) alapító tagja, majd 1981-ben alapító lelkésze volt a Magyarországi Evangéliumi Testvérközösségnek. Ma az egyház elnöke és békásmegyeri egyházközségének (Megbékélés Háza Templom) templomépítő parókusa. 1987-től a Wesley János Lelkészképző Főiskola megbízott igazgatója, majd főigazgatója, ma határozatlan időre rektora. Ugyanebben az évben jött létre az Élet és Világosság egyházi lap, melynek alapító szerkesztője, és azóta rovatvezetője. A nemzetközi tudományos életben a Wesley János Lelkészképző Főiskola rektoraként a Council for Christian Colleges and Universities (CCCU) valamint az Association of Free Methodist Educational Institutions (AFMEI) tagja.
1988–1989-ben a Szabad Kezdeményezések Hálózata és az első ügyvivő testület egyik tagja (Göncz Árpád, Solt Ottilia és mások társaságában). 1990-től 1994-ig, majd 1998-tól 2002-ig országgyűlési képviselő az SZDSZ színeiben. Az első ciklusban az emberi jogi, kisebbségi és vallásügyi bizottság tagja. A 80-as években a Magyar Zsidó Kulturális Egyesület, parlamenti időszakban pedig a Magyar-Izraeli Baráti Társaság tagja. 1993–1999 között a Fővárosi Szociális Központ és Intézményei igazgatója. A Wesley János Óvoda, Általános Iskola, Szakiskola, Szakközépiskola és Kollégium nevű intézmények (Abaújkér, Beregdaróc, Budapest (VIII.; X.; XVIII. kerület), Dunaújváros, Felsődobsza, Gemzse, Gulács, Gyüre, Hernádszentandrás, Jánd, Márokpapi, Nagykinizs, Orosháza, Szeged, Tiszaszentmárton) egyházi felügyelője.

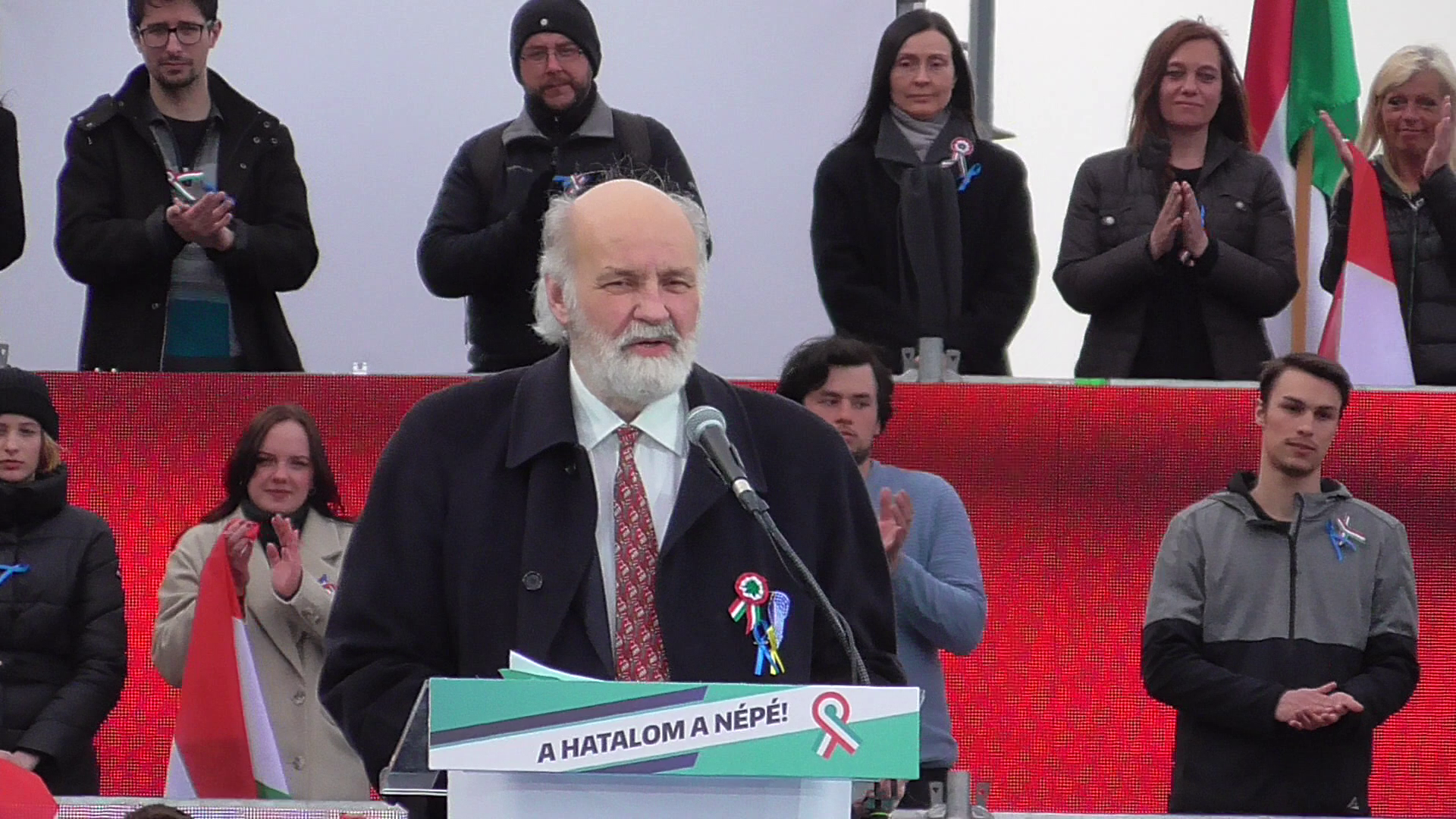
2022. március 15-én

2022-ben neve komolyan felmerült, mint az egyesült ellenzék köztársaságelnök-jelöltje. Azonban ezt a Jobbik végül megvétózta.
Publikációi megtalálhatók különféle lapokban, folyóiratokban, illetve könyvekben társszerzőként.

## Díjai, elismerései

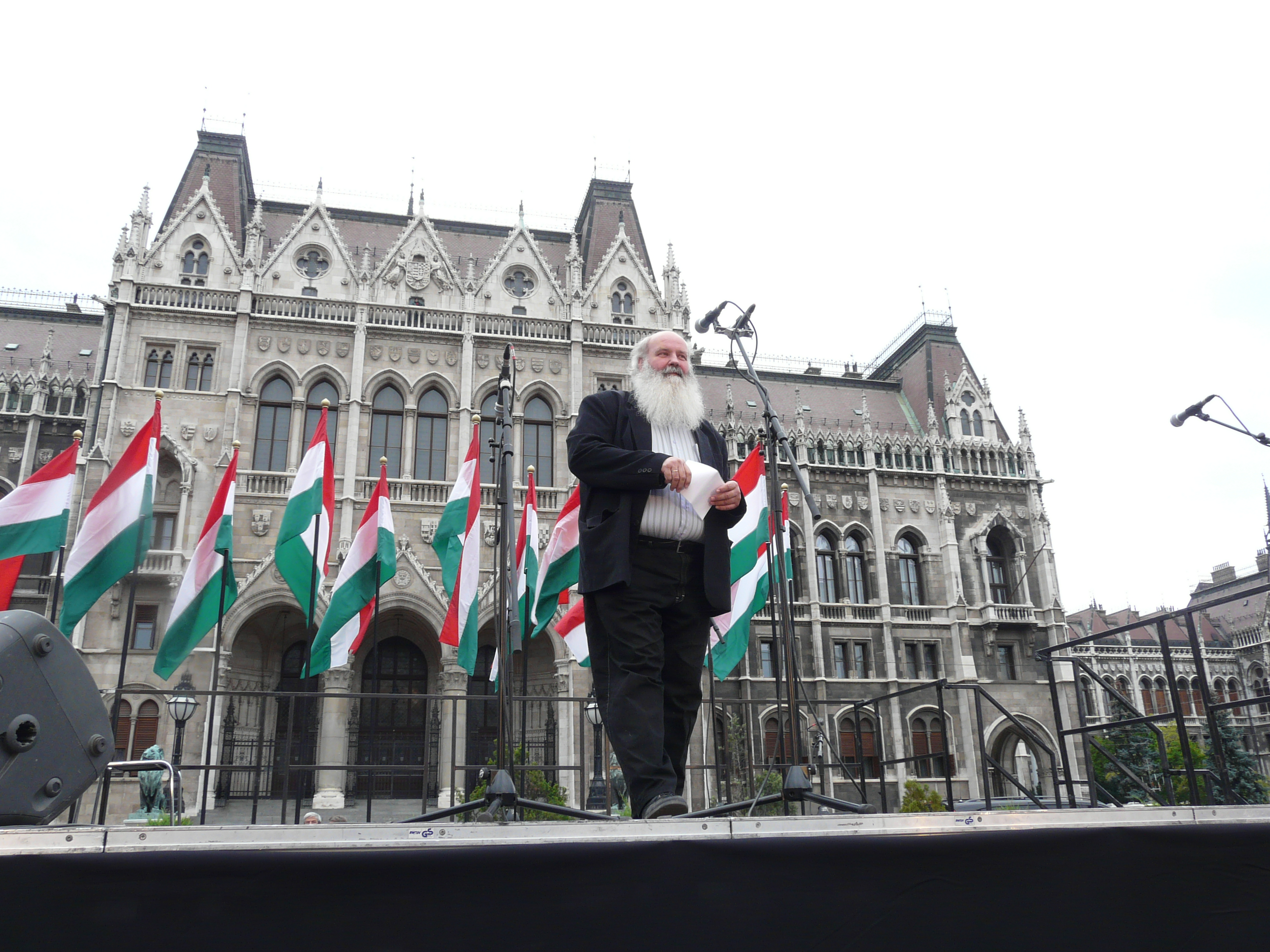
2008. szeptember 20-án, a Magyar Demokratikus Charta gyűlésén

- A Magyar Köztársasági Érdemrend tisztikeresztje (1997)
- Magyar Toleranciadíj (1997)
- Puszedli-díj (1997)
- Maecenas díj (2002)
- Magyar Köztársaság elnökének arany érdemérme (2003)
- Radnóti Miklós antirasszista díj (2004)
- A Magyar Köztársasági Érdemrend középkeresztje (2006)
- Emberi Jogokért Emlékplakett (2006)
- Magyarországi Zsidókért díj (2007)
- Pro Urbe Budapest díj (2008)
- Veér András-díj (2009)
- „Másokért” emlékplakett (2011)
- Hazám-díj (2016)
- Raoul Wallenberg-díj (2020)[12]
- Budapest díszpolgára (2021)[13]

## Megjelent munkái
- Hajléktalanok. Budapest: Sík. 1997.  = Magyarország felfedezése,  ISBN 963-85520-8-5 ISSN 0231-2611
- A nagykorú tanítvány: Igehirdetések. Budapest: Wesley János. 2007.  (a katalógusokban formailag hibás ISBN-nel szerepel) ISBN 978-963-9744-00-4
- Kezem árnyékával födöztelek… Budapest: Wesley János. 2008.  ISBN 978-963-9744-00-4, ISBN 963-9744-00-X
- Imádság csöndes dögvészért. Budapest: Wesley János. 2011.  ISBN 978-963-9744-27-1